# 北五省会馆
北五省会馆，又名湘潭关圣殿，位于中华人民共和国湖南省湘潭市雨湖区。建于清康熙初年（1665年前后），为北五省（山东、山西、陕西、河南、甘肃）旅谭商民祭祀关羽所建，是当时湘潭的作为商业重镇的代表之一。2013年被列为第七批全国重点文物保护单位。

## 用途
明清时期，湘潭因交通便利，商业贸易极为繁荣，许多外地商人汇集于此。北五省即为山西、陕西、甘肃、河南和山东五省，在湘潭的北五省商人在湘潭十一总新关圣殿码头建立北五省会馆。与在湘潭的会馆作为行业协商议事、制订行规、沟通信息及调解矛盾的场所用途相同，北五省会馆曾建立自己的行规，例如《棉花规律》规定了北五省驻湘潭的二十三家棉花商行的棉花行规。

## 图集

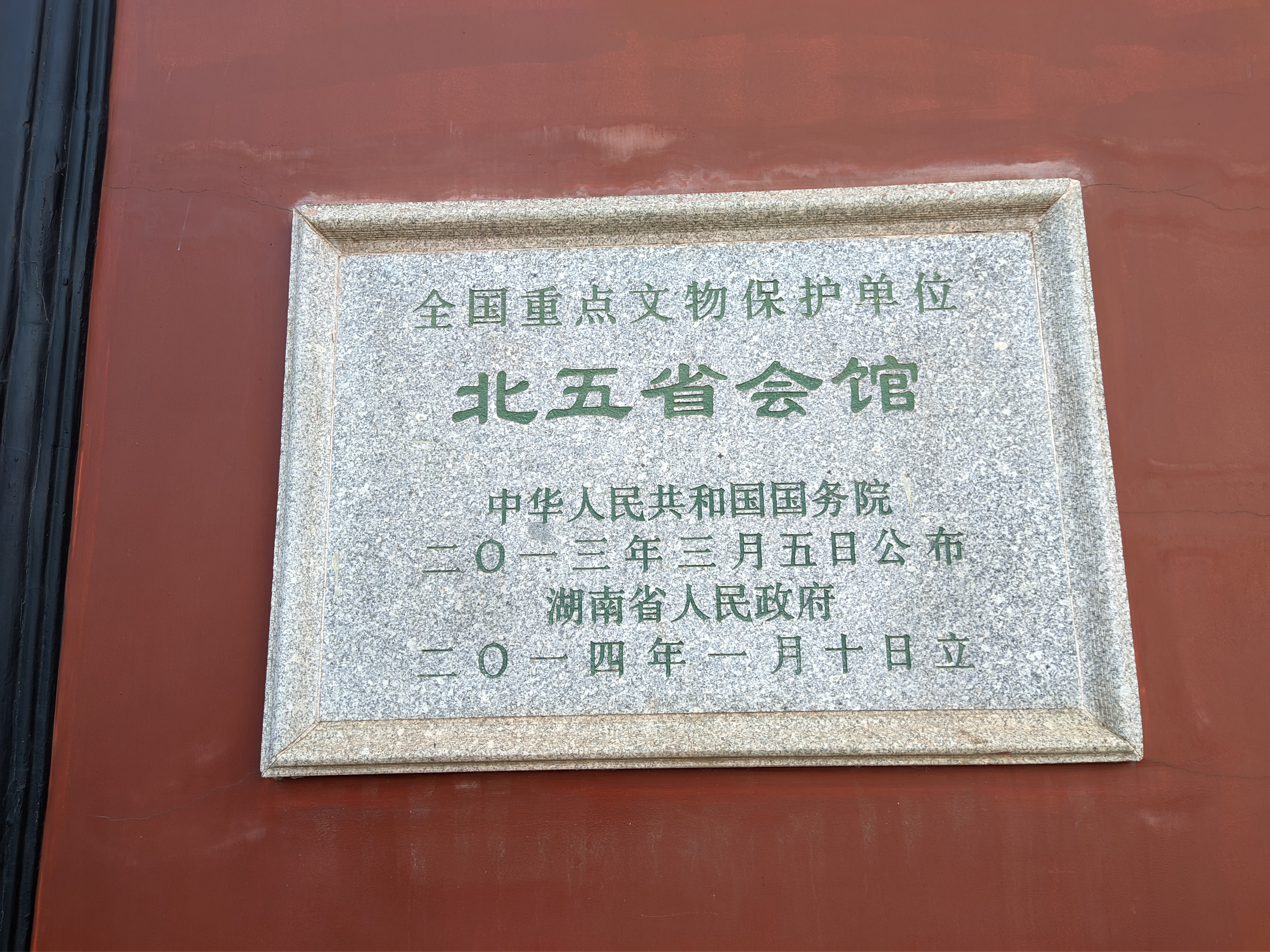
国保碑
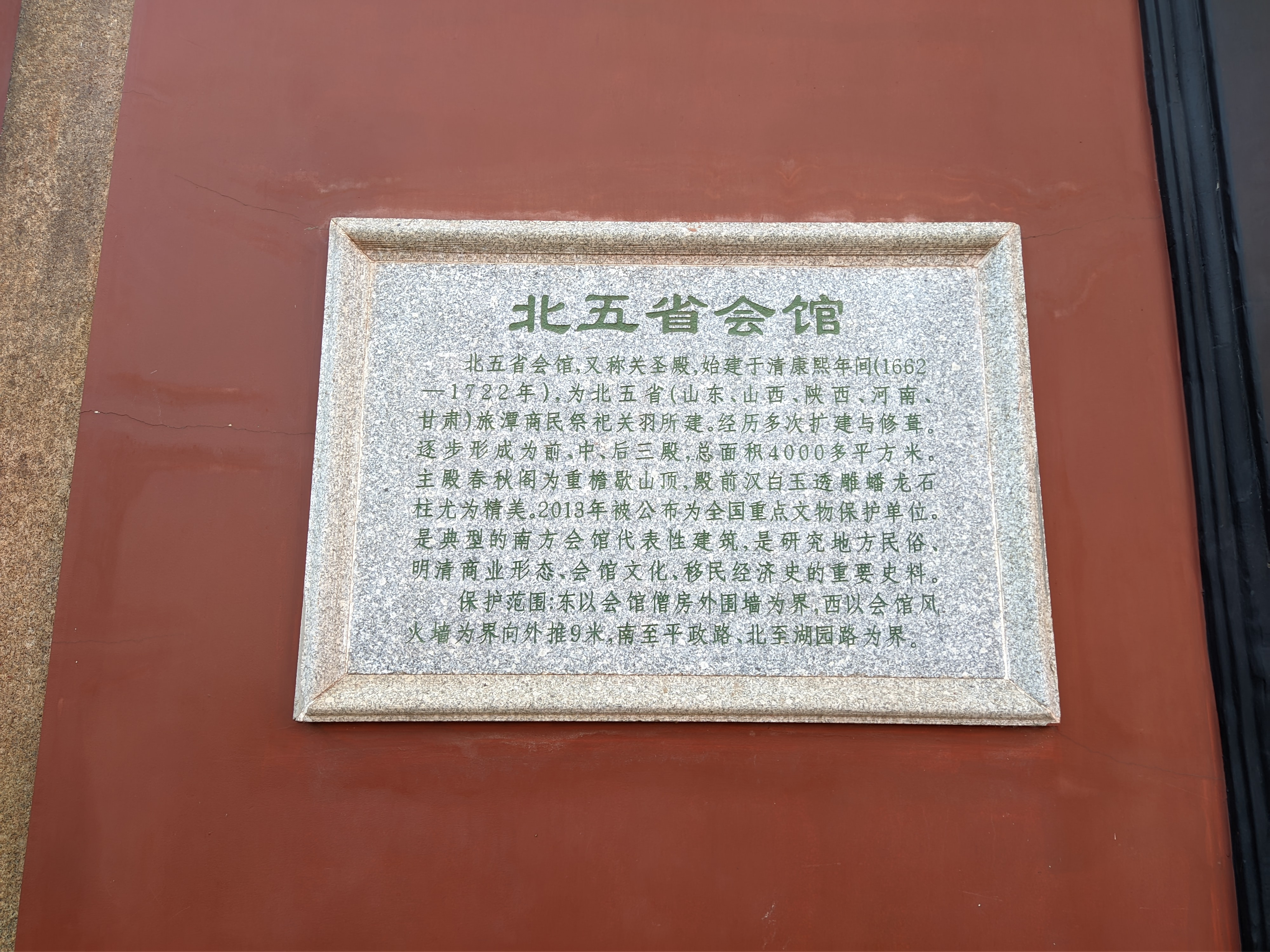
国保碑说明
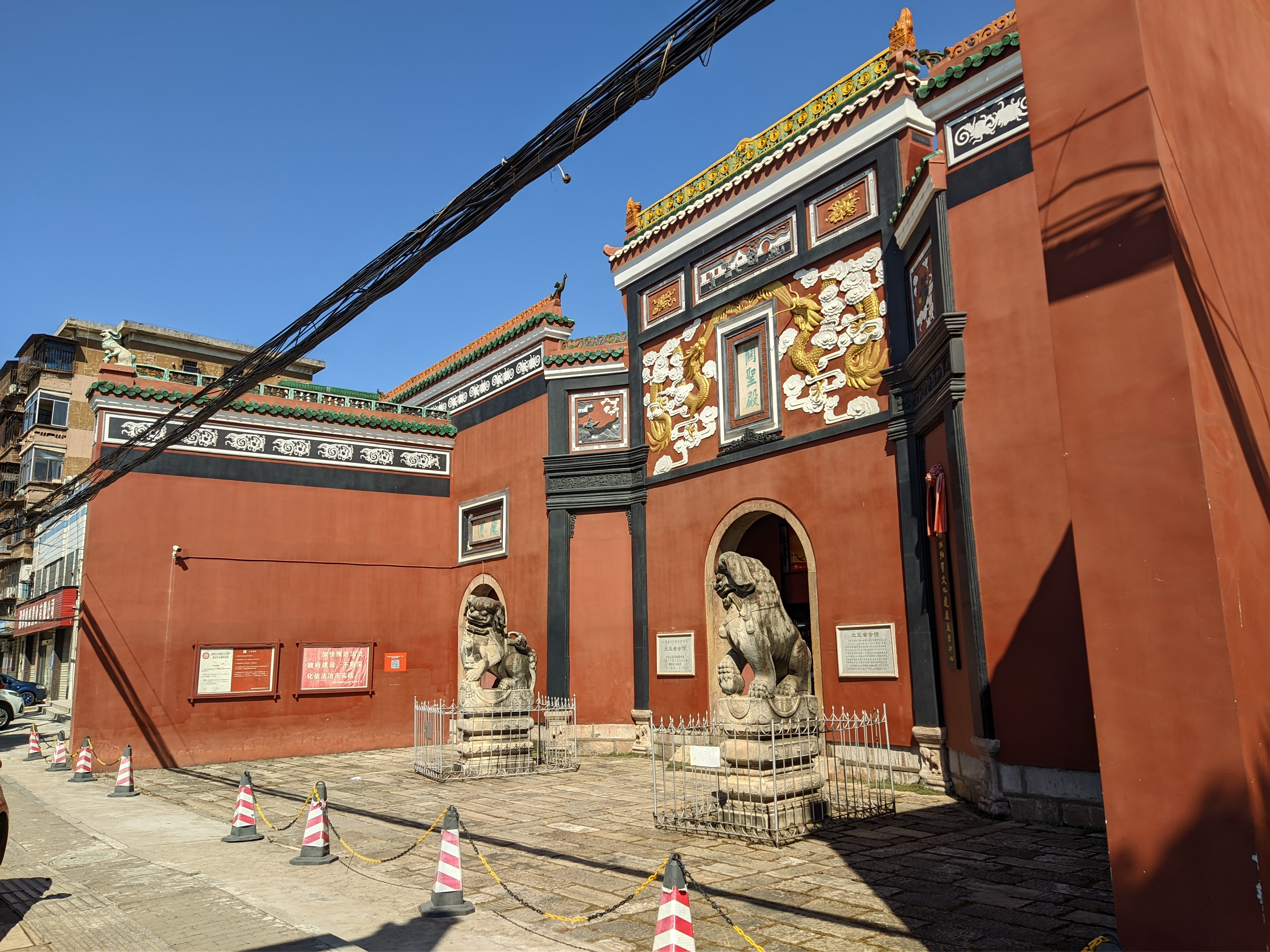
正门外部
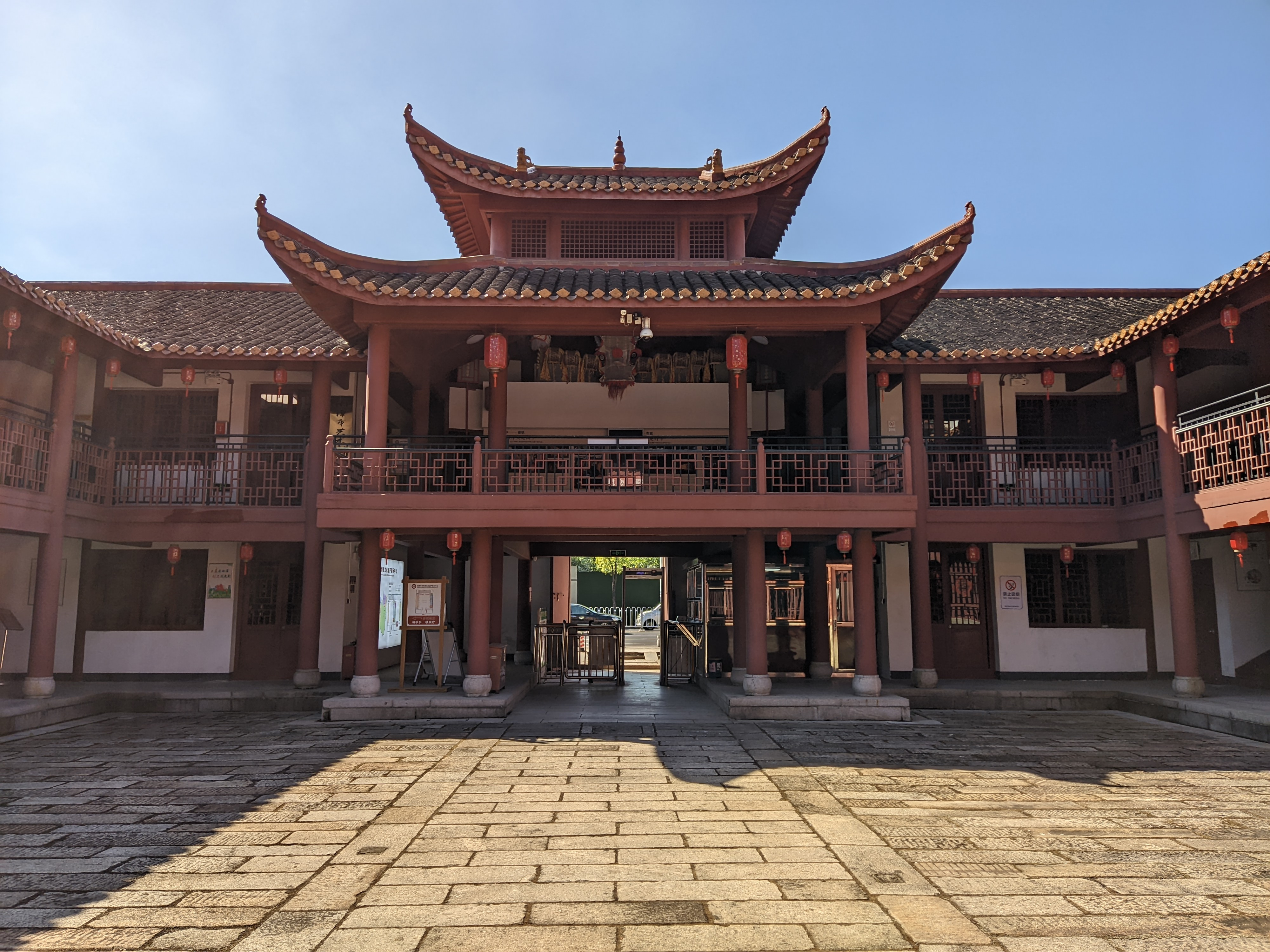
正门内部
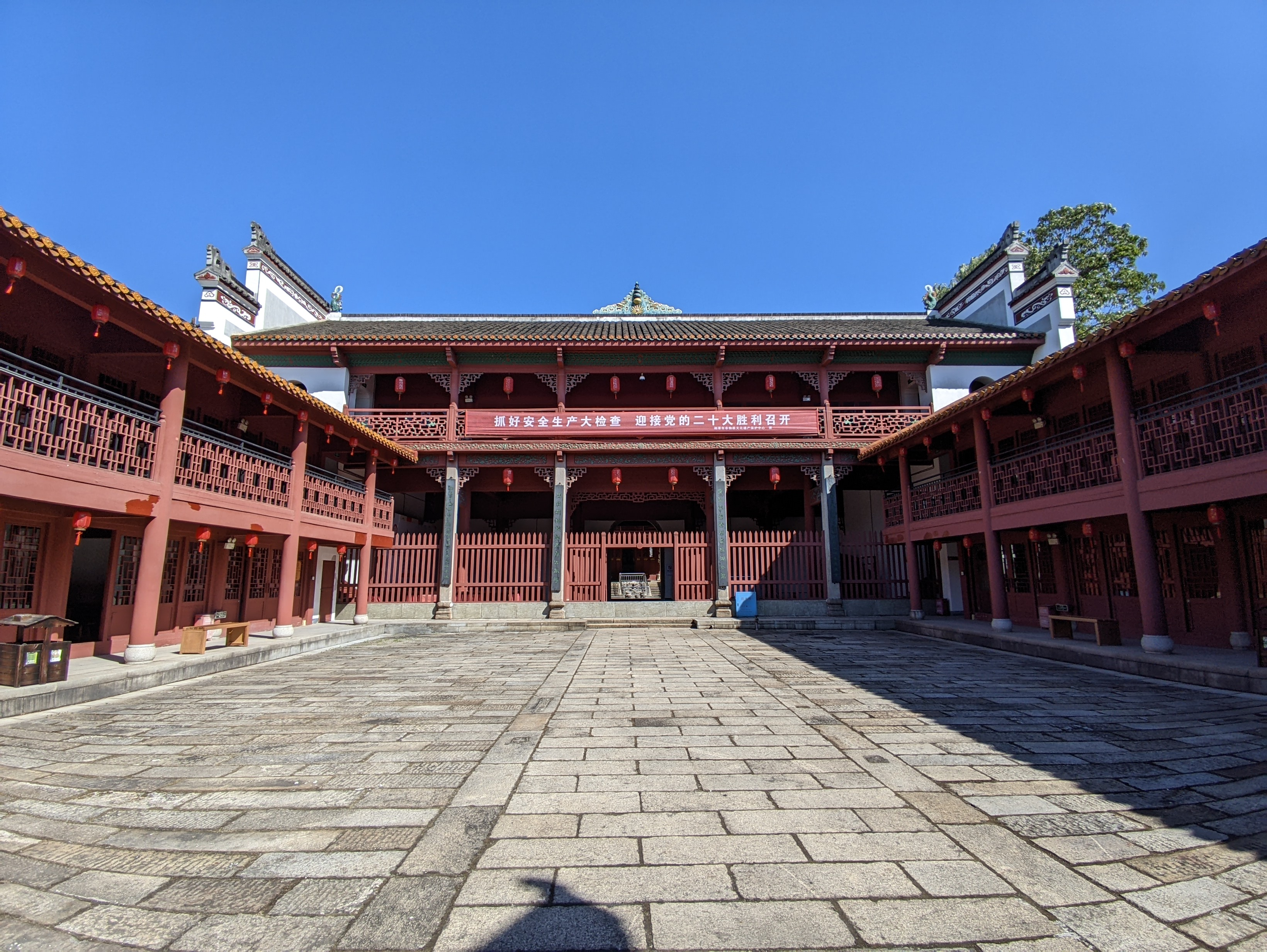
一进院
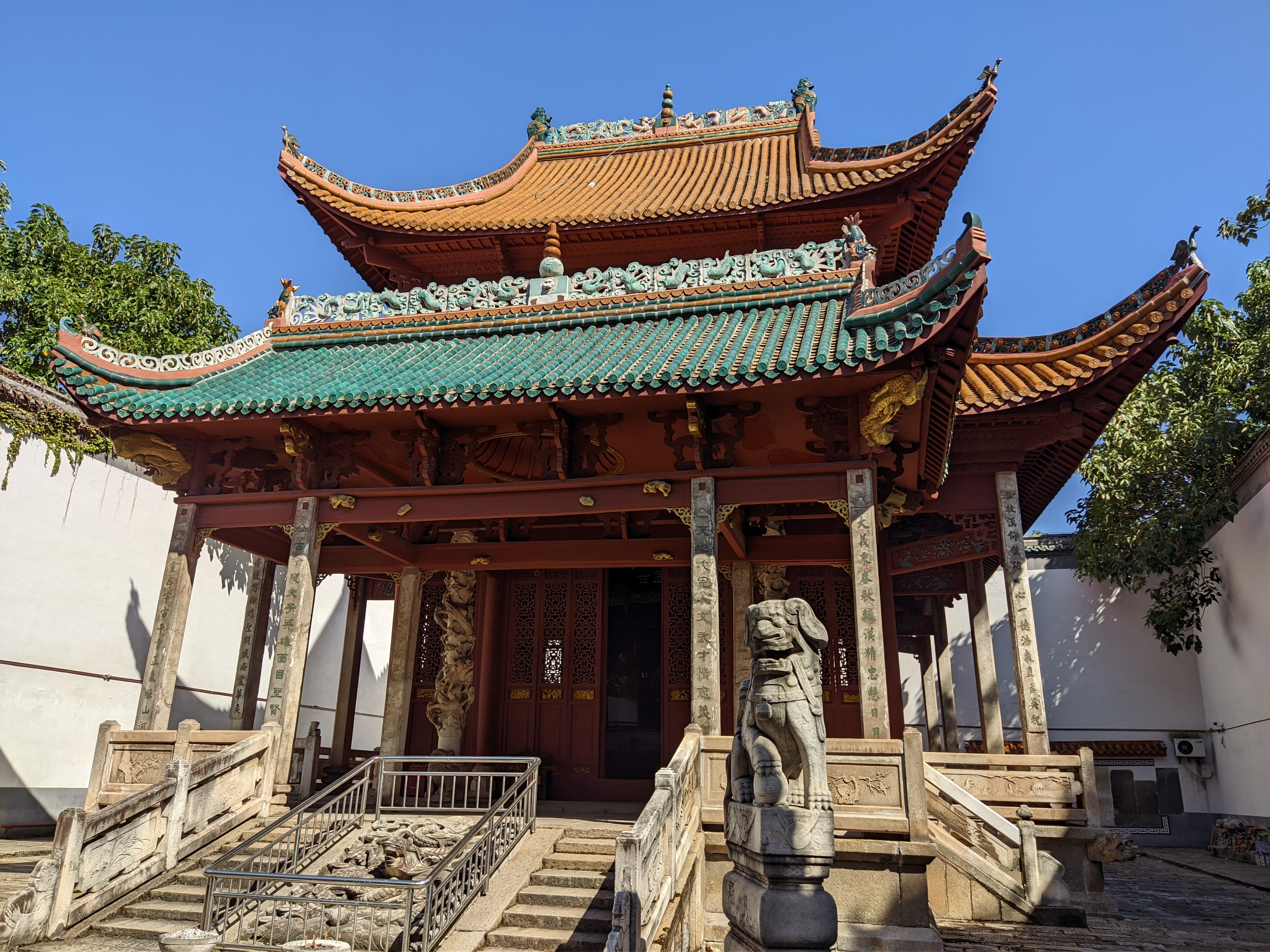
关圣殿前方
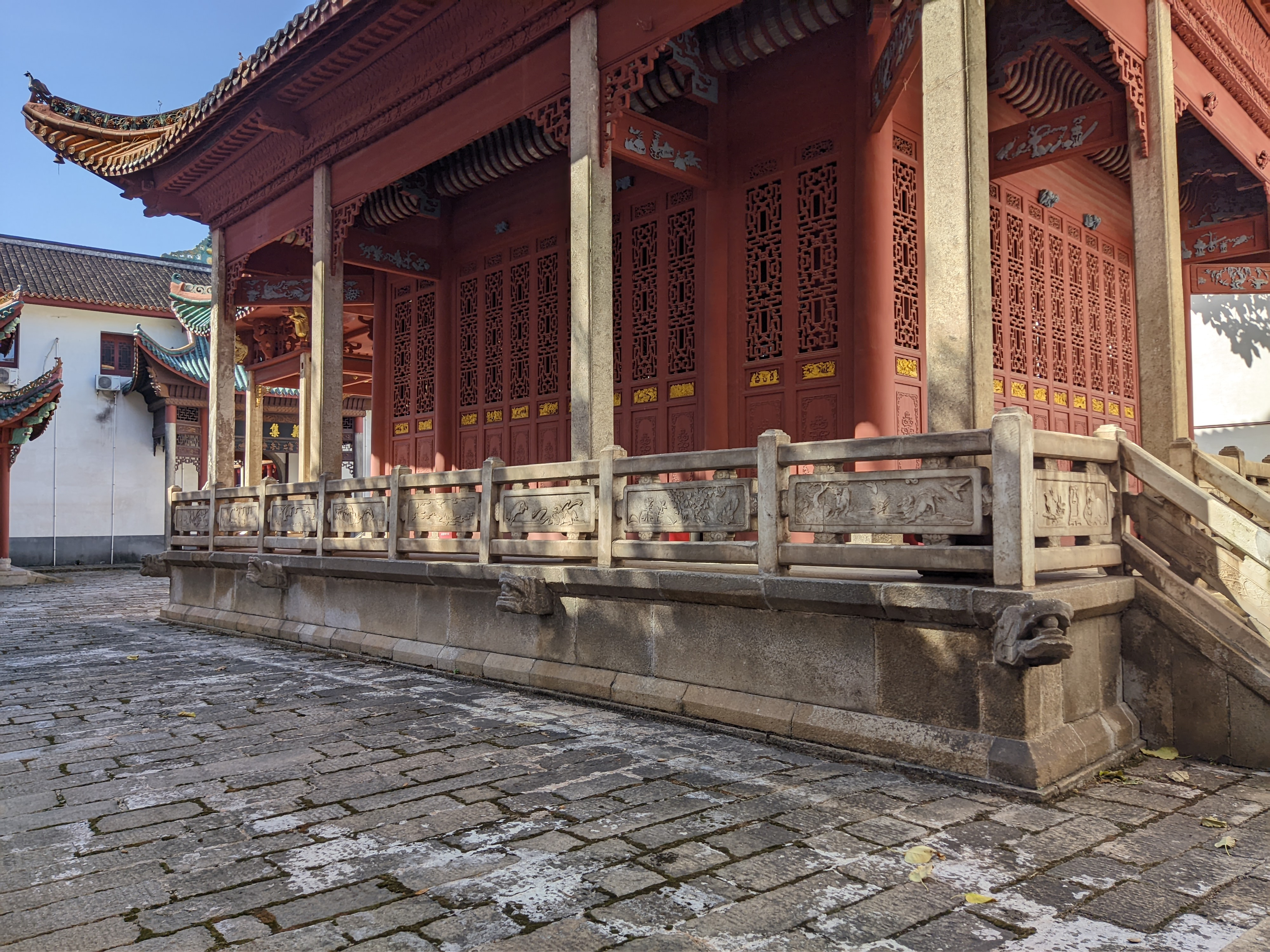
关圣殿侧面
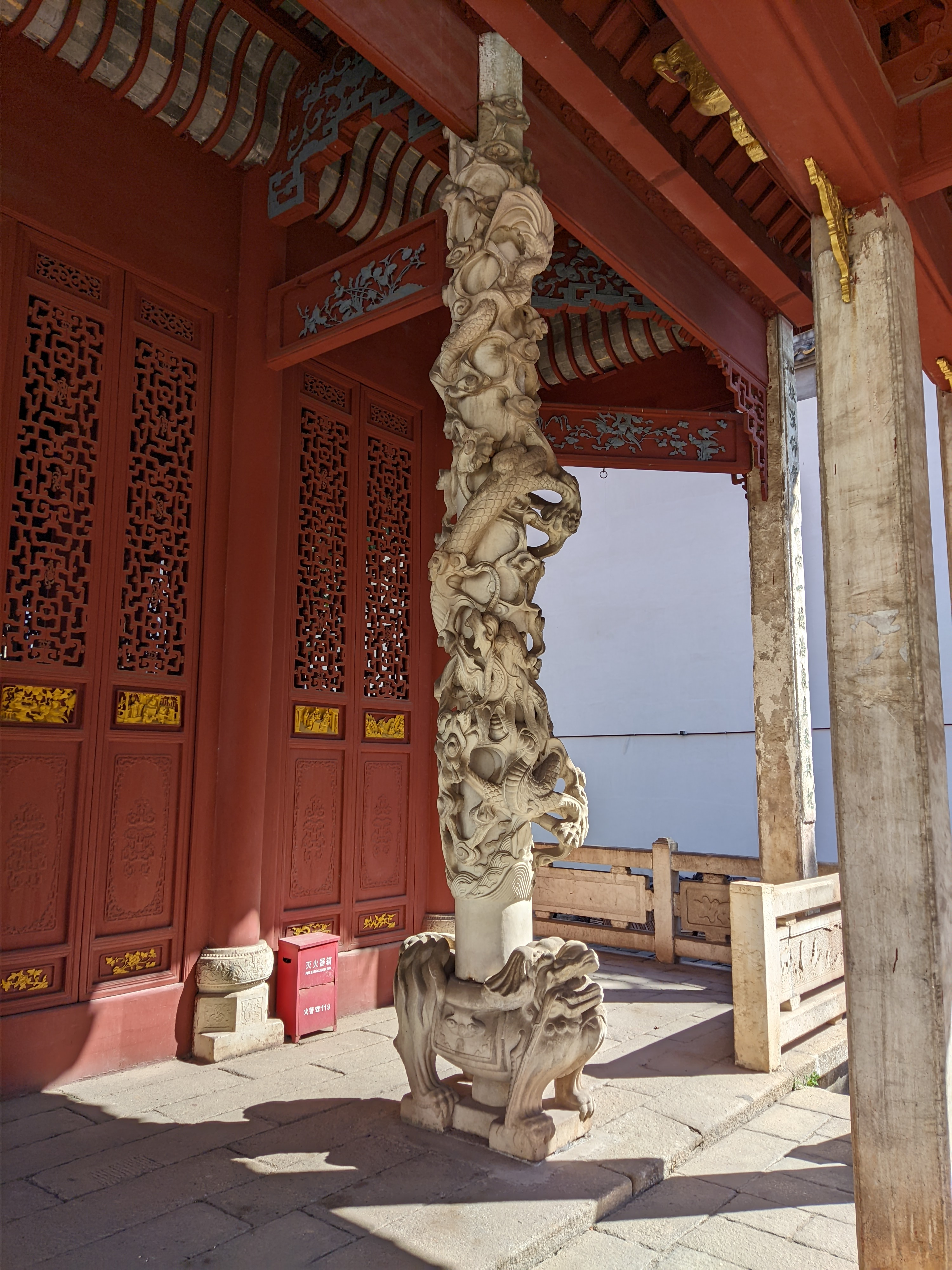
关圣殿雕龙石柱
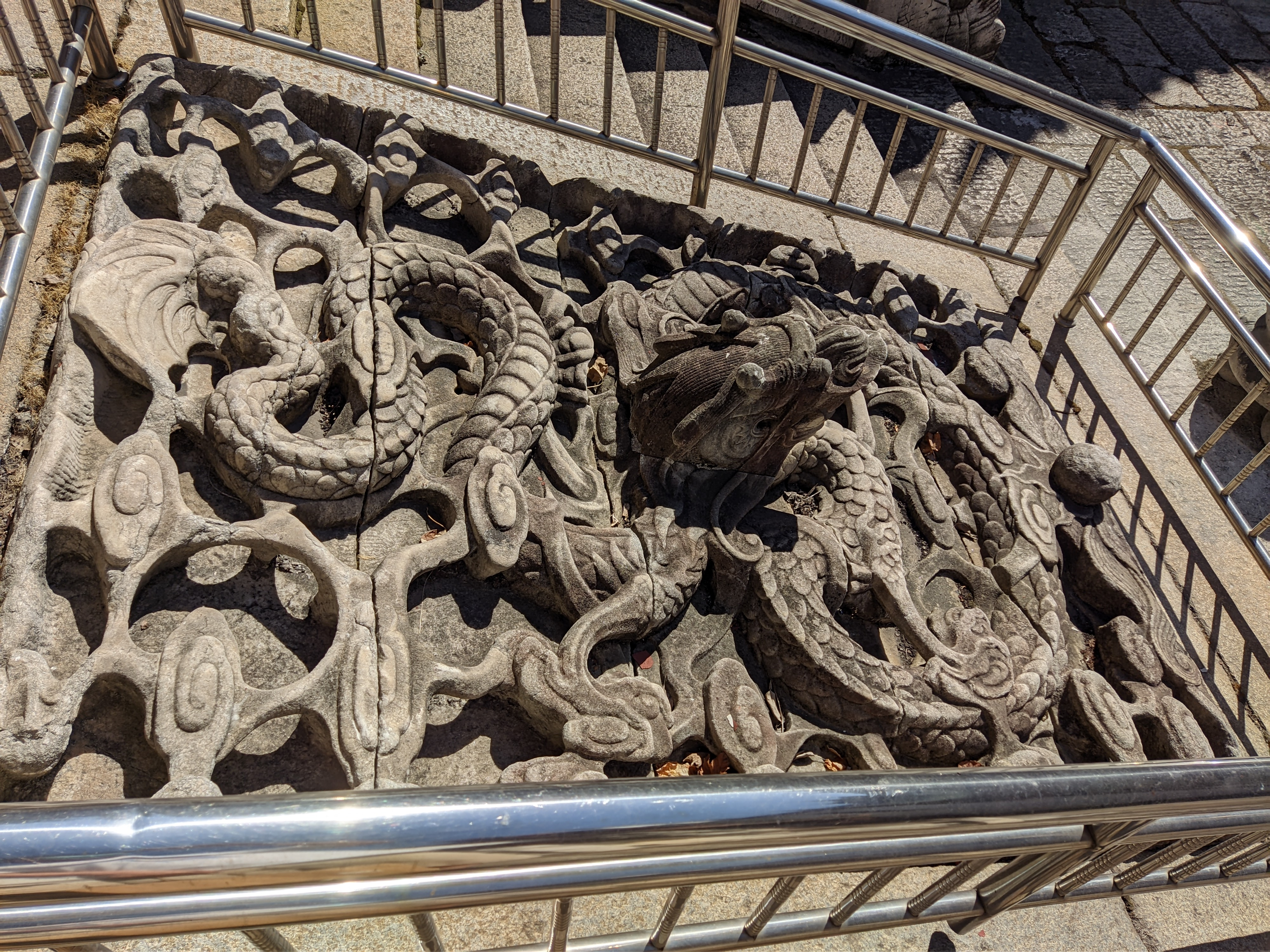
关圣殿灵墀
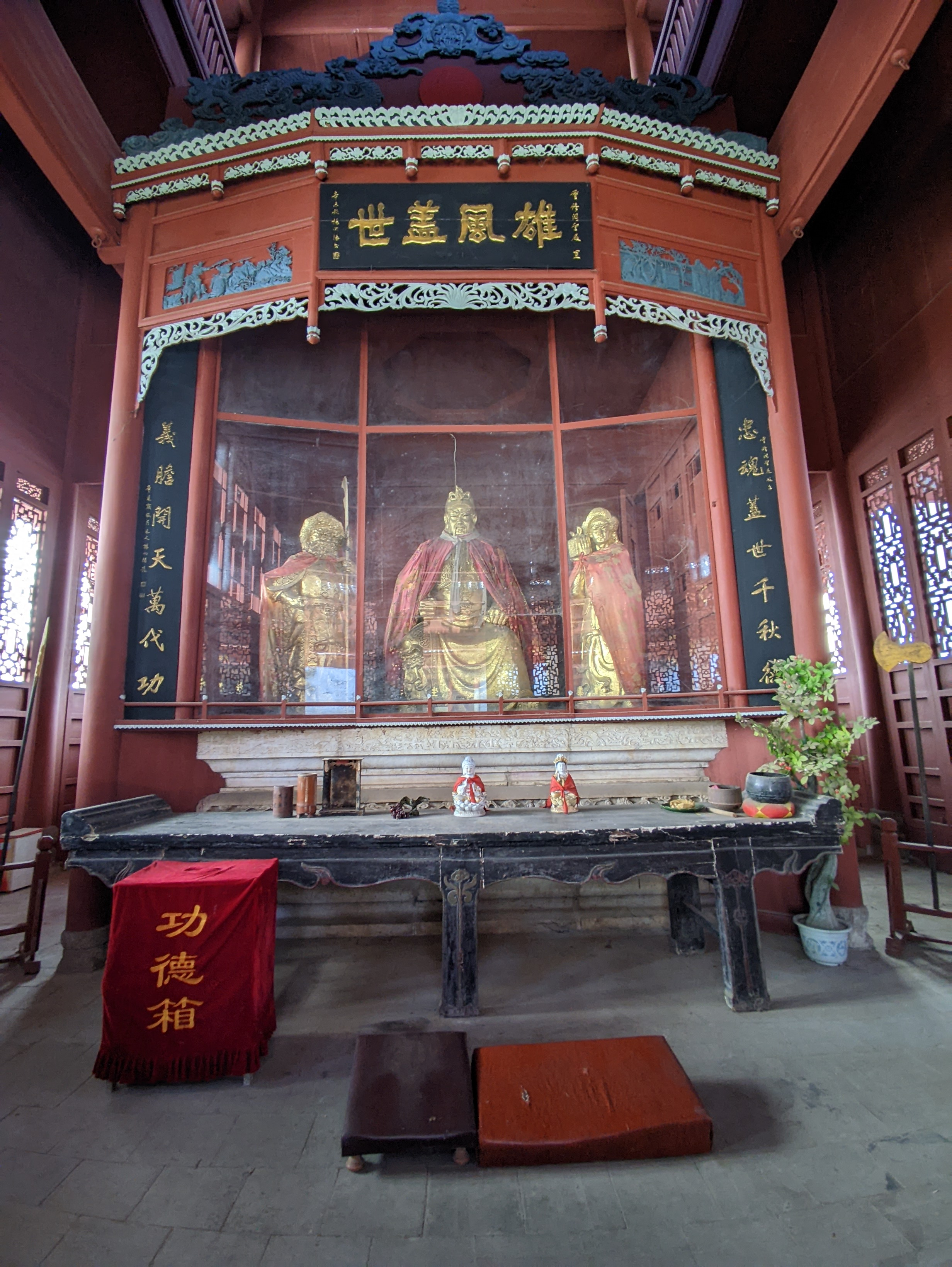
关圣殿塑像